# 上海交大-巴黎高科卓越工程师学院
上海交大-巴黎高科卓越工程师学院（英語：SJTU-ParisTech Elite Institute of Technology；简称ParisTech Shanghai Jiao Tong、上交巴黎高科学院、巴黎高科学院），是上海交通大学的一个学院，为上海交通大学与法国巴黎高科技工程师学校集团共建的中外合作办学机构，成立于2012年4月。2013年4月26日由法国总统弗朗索瓦·奥朗德于访问中国期间揭牌。
上海交大-巴黎高科学院重点合作的四所学校是巴黎综合理工学院、法国国立高等先进技术学校、国立巴黎高等矿业学校和巴黎高等电信学校。学院设置机械工程及自动化、信息工程、热能与动力工程专业，以法语教学为主，英语、汉语教学为辅。

## 成立
2012年1月30日，上海交通大学校务委员会主任、党委书记马德秀与法国巴黎高科集团轮值校长Cyrille van EFFENTERRE在法国高等教育与科研部签署“上海交大-巴黎高科卓越工程师学院”建院合作备忘录，上海交大-巴黎高科学院筹备工作正式开始。
2012年4月8日，上海交通大学与巴黎高科技工程师学校集团联合建设上海交大-巴黎高科卓越工程师学院签约仪式举行，上海交通大学校长张杰与法国巴黎高科技工程师学校集团主席Cyrille van EFFENTERRE签署了“上海交大-巴黎高科卓越工程师学院”合作协议。
2012年9月13日，上海交大-巴黎高科学院第一届新生开学典礼在上海交通大学闵行校区举行，共招收本科生62名。
2012年10月25日，学院获得中华人民共和国教育部关于同意设立上海交通大学上海交大-巴黎高科卓越工程师学院的批复。

## 现状

### 学院规模
上海交大-巴黎高科学院历年招生计划均为每年100名学生，实际招生每年6-9人。此外，学院还通过其他渠道对国际学生开放招生。

### 学生活动
上海交大-巴黎高科卓越工程师学院团委学生会是该学院最主要的学生组织，主要负责各类学生活动的筹办，同时亦承担一部分的学院日常工作。
除参与上海交通大学部分校级学生活动以外，在主要的中外节日（农历冬至、万圣节、清明节、劳动节、感恩节、圣诞节等）时，学院会不定期组织相应的节庆活动。

### 对外交流
上海交大-巴黎高科学院与其他中外合作办学院校交流频繁，同时也与法国驻上海领事馆、在华法企等有着密切的联系。

## 学制
上海交大-巴黎高科学院采用法国工程师培养模式，教学分为两个阶段：
- 基础阶段（法語：Cycle fondamental）,为期3年，主要教授法国预科学校所要求的教学内容，具有多学科的特点，以数学、物理、化学、计算机科学以及法语教学为主。
- 工程师阶段（法語：Cycle d'ingénieur），为期3年半，主要与巴黎综合理工学院及法国巴黎高科集团下属3所院校和相关企业合作，按照法国工程师培养模式进行教学。学生可以在机械工程（中法合作办学）、能源与动力工程（中法合作办学）及通信工程（中法合作办学）三个专业中做出选择。

部分学生可以在巴黎综合理工学院、法国国立高等先进技术学校、国立巴黎高等矿业学校和巴黎高等电信学校四所合作学校中的一所修读双学位。其他学生则会前往法国一所工程师学校（以上四所以及南特高等矿业学校、布列塔尼高等电信学校和圣埃蒂安高等矿业学校）进行学期交流学习。同时学生可以申请到法国进行毕业设计或者实习。
满足6年半的学习要求后，学生可以获得上海交通大学工学学士学位、工程硕士学位以及巴黎高科集团的工程师文凭。

## 企业俱乐部
企业俱乐部是上海交大-巴黎高科卓越工程师学院的重要一部分。上海交大-巴黎高科学院的所有合作企业都来自企业俱乐部中，这些合作企业从多方面为学院的科研工作与学生培养提供支持。
目前，企业俱乐部中的合作企业分为创始成员与成员两类。
- 创始成员：赛峰集团，法雷奥集团中国总部。
- 成员：标致雪铁龙集团，Ardian。

## 历任院长
- 法方院长

- 中方院长

| 任期                    | 姓名               |  |
| 2012年9月 - 2015年12月  | Cédric DENIS-REMIS |  |
| 2015年12月 - 2018年12月 | Joaquim NASSAR     |  |
| 2018年12月 - 2024年9月  | Frédéric TOUMAZET  |  |
| 2024年12月 - 现在       | Zied MOUMNI        |  |

| 任期                  | 姓名   |  |
| 2012年9月 - 2016年4月 | 黄震   |  |
| 2016年4月 - 2018年    | 俞进   |  |
| 2018年 - 2023年       | 李少远 |  |
| 2023年 - 2025年       | 张文明 |  |
| 2025年 - 现在         | 陈彩莲 |  |